# Guiana nos Jogos Pan-Americanos de 2007
A Guiana competiu nos Jogos Pan-Americanos de 2007 no Rio de Janeiro, no Brasil. Clive Atwell conquistou a única medalha da delegação: bronze no boxe peso galo.

## Medalhas

### Bronze
Boxe - Peso galo (até 54 kg)
- Clive Atwell